# 824 Anastasia
824 Anastasia
824 Anastasia là một tiểu hành tinh ở vành đai chính. Nó có đường kính xấp xỉ 34,14 km. Tiểu hành tinh này do Grigory Neujmin phát hiện ngày 25.3.1916 ở đài thiên văn Simeiz (Krym, Ukraina)., và được đặt theo tên Anastasia Semenoff, một người quen của Grigory Neujmin.

## Che khuất
Ngày 6.4.2010, tiểu hành tinh "824 Anastasia" đã che khuất một ngôi sao sáng có thể nhìn thấy bằng mắt thường ζ Ophiuchi (thuộc chòm sao Ophiuchus) trên quãng đường kéo dài từ vùng Los Angeles tới Edmonton, Alberta.